# Masai Russell
Pour les articles homonymes, voir Russell.
Masai Russell, née le 17 juin 2000, est une athlète américaine spécialiste du 100 mètres haies.

## Biographie
Créditée d'un temps de 12 s 36 en avril 2023 à Austin, elle se classe troisième des championnats des États-Unis et est éliminée en demi-finale des championnats du monde à Budapest.
Lors des séries des Sélections olympiques américaines d'athlétisme 2024 à Eugene, elle porte son record personnel à 12 s 35avant de s'imposer deux jours plus tard en finale en 12 s 25 en devenant la quatrième meilleure performeuse de tous les temps.
Le 10 août 2024, elle devient championne olympique à Paris en 12 s 33, devançant d'un centième de seconde la Française Cyréna Samba-Mayela et de 3/100e de seconde la tenante du titre portoricaine Jasmine Camacho-Quinn.

## Palmarès

### International
| Année | Compétition                        | Lieu     | Résultat | Épreuve     | Temps   |
| ----- | ---------------------------------- | -------- | -------- | ----------- | ------- |
| 2017  | Championnats panaméricains juniors | Trujillo | 3e       | 400 m haies | 57 s 55 |
| 2019  | Championnats panaméricains juniors | San José | 2e       | 400 m haies | 56 s 29 |
| 2024  | Championnats du monde en salle     | Glasgow  | 4e       | 60 m haies  | 7 s 81  |
| 2024  | Jeux olympiques                    | Paris    | 1re      | 100 m haies | 12 s 33 |

### National
| Date | Compétition                 | Lieu   | Résultat | Épreuve     | Temps   |
| ---- | --------------------------- | ------ | -------- | ----------- | ------- |
| 2023 | Championnats des États-Unis | Eugene | 3e       | 100 m haies | 12 s 46 |
| 2024 | Championnats des États-Unis | Eugene | 1re      | 100 m haies | 12 s 25 |

## Records
| Épreuve     | Temps              | Lieu     | Date            |
| ----------- | ------------------ | -------- | --------------- |
| 60 m haies  | 7 s 74             | New York | 22 février 2025 |
| 100 m haies | 12 s 25 (+0,7 m/s) | Eugene   | 30 juin 2024    |